# Crocidura lucina
Crocidura lucina är en däggdjursart som beskrevs av Nico J. Dippenaar 1980. Crocidura lucina ingår i släktet Crocidura och familjen näbbmöss. IUCN kategoriserar arten globalt som sårbar. Inga underarter finns listade i Catalogue of Life.
Arten blir 80 till 92 mm lång (huvud och bål) och har en 47 till 55 mm lång svans. Håren på ovansidan är grå vid roten och rödaktig vid spetsen. Det ger den långa och mjuka pälsen på ryggen en gråbrun till rödbrun färg. Undersidan är täckt av ljusgrå till vit päls. Även svansen är uppdelad i en brun ovansida och en vitaktig undersida. Huvudet har en ganska platt form.
Denna näbbmus lever i Etiopiens centrala högland mellan 3000 och 4050 meter över havet. Habitatet utgörs av myr och gräsmarker. En upphittad hona var dräktig med två ungar. Antagligen undviker den Etiopiska vargen denna näbbmus som bytesdjur.